# Magnús Stephensen (1762–1833)
Magnús Stephensen, född 27 december 1762 i Leirársveit, död 17 mars 1833, var en isländsk ämbetsman. Han var son till Ólafur Stephensen.
Magnús anställdes 1782 i Rentekammeret, genomreste 1784 en del av Island för att undersöka verkningarna av ett stort vulkanutbrott och författade Beskrivelse over den nye vulkans ildsprudning 1783 (1785). Han blev 1788 vice lagman, 1789 lagman och 1800 justitiarius vid den nyupprättade landsoverretten. 
Magnús var en mycket verksam och myndig man, men som en äkta "upplysningstidens son" utan minsta pietet för öns gamla institutioner, fick alltinget upphävt och Island förenat till ett stift, varjämte han stiftade latinskolan i Reykjavik. Dessutom grundlade han 1794 ett landsoplysningsselskab och skaffade sig nästan litterär envåldsmakt genom att dra in öns bägge boktryckerier. 
I "Minnisverð tiðindi" (två band) publicerade Magnús Udsigt over samtidens historie 1796–1801, fick till stånd en ny psalmbok 1801, uppsatte landets första månadsskrift, "Klausturpósturinn" (1818–1827), och författade en mängd olika skrifter, bland annat Island i det 18. Aarhundrede (1808). 
Under Jørgen Jürgensens uppror 1809 var Magnús hållning rätt tvetydig, och efter dennes avlägsnande avslöt han en konvention med det engelska örlogsfartygets befälhavare samt övertog själv landets styrelse i stället för den avsatte stiftsamtmannen. Hans beteende gillades dock senare av regeringen, han blev 1815 konferensråd och vann 1819 juris doktorsgrad på en avhandling om de isländska lagarna.